# Souvigné-sur-Même
Souvigné-sur-Même es una comuna francesa situada en el departamento de Sarthe, en la región de Países del Loira.

## Demografía
| 165 | 157 | 141 | 149 | 180 | 167 | 163 |
| Para los censos de 1962 a 1999 la población legal corresponde a la población sin duplicidades (Fuente: INSEE [Consultar]) |     |     |     |     |     |     |